# Das große Kleinkunstfestival
Das große Kleinkunstfestival für Kabarett, Comedy und Musik findet seit 2001 jedes Jahr im Berliner Kabarett-Theater Die Wühlmäuse statt. 
Der Abend ist gedacht als Zusammenkunft von Kabarettisten und Comedians – einschließlich einer Plattform für „handverlesene“ Nachwuchstalente.
Es wurden im Jahr 2023 drei Preise vergeben, bis 2021 wurden vier Preise vergeben:
- Jury-Preis: eine fünfköpfige Jury, bestehend aus Personen des öffentlichen Lebens, wählte bis 2021 ihren Sieger.
- Publikumspreis: das Theaterpublikum wählt mit Stimmzetteln live seinen Sieger. 2022 wurde der Gewinner erstmals durch eine reine Online-Abstimmung ermittelt.[1]
- Berlin-Preis (seit 2003): der Preis wird als „Sonderpreis des Theaters“ vergeben. Ein Gremium von Theatermitarbeitern (Regisseur, rbb, künstlerischer Leiter Dieter Hallervorden) bestimmt seit 2006 den Gewinner (bis 2005 wurde der Preis vom Publikum vergeben).
- Ehrenpreis (seit 2007)
- Sonderpreis (2022)

Der Jury- und der Publikumspreis sind mit jeweils 2000 Euro dotiert.
Die Sendung wird live im rbb Fernsehen übertragen. Die Veranstaltung wurde seit Beginn bis 2022 von Dieter Nuhr moderiert. Nuhr erhielt 2022 den Sonderpreis. 2023 hat Ralf Schmitz am 17. Oktober erstmals die Veranstaltung moderiert. Anschließend wurde jedoch seitens des rbb die Produktion des in 2024 anvisierten 24. Festivals abgesagt, da es „aufgrund finanzieller Engpässe des Senders nicht umgesetzt werden“ konnte. Ob, wann und wie Das große Kleinkunstfestival fortgeführt wird, ist derzeit (Stand: Juli 2025) noch unklar.

## Die Gewinner
| Jahr | Jury-Preis                    | Publikumspreis                | Berlin-Preis            | Ehrenpreis             |
| ---- | ----------------------------- | ----------------------------- | ----------------------- | ---------------------- |
| 2001 | Otto Kuhnle                   | Christian Habekost            | –                       | –                      |
| 2002 | Willy Astor                   | Kurt Krömer                   | –                       | –                      |
| 2003 | Eckart von Hirschhausen       | Mario Barth                   | Krissie Illing          | –                      |
| 2004 | Rainald Grebe                 | Rainald Grebe                 | Rolf Miller             | –                      |
| 2005 | Andreas Rebers                | Johann König                  | Robert Louis Griesbach  | –                      |
| 2006 | Mathias Tretter               | Cindy aus Marzahn             | Olaf Schubert           | –                      |
| 2007 | Matthias Egersdörfer          | Tobias Mann                   | Kurt Krömer             | Otto Waalkes           |
| 2008 | Nessi Tausendschön            | Bodo Wartke                   | Ralf Schmitz            | Emil Steinberger       |
| 2009 | Simone Solga                  | Lars Reichow                  | Michael Mittermeier     | Jürgen von der Lippe   |
| 2010 | Christoph Sieber              | Sascha Grammel                | Josef Hader             | Wolfgang Stumph        |
| 2011 | Abdelkarim                    | Philip Simon                  | Hans Werner Olm         | Frank Zander           |
| 2012 | Michael Hatzius – „Die Echse“ | Michael Hatzius – „Die Echse“ | Atze Schröder           | Mathias Richling       |
| 2013 | Der Tod                       | Michael Krebs                 | Urban Priol             | Olli Dittrich          |
| 2014 | Torsten Sträter               | Ole Lehmann                   | Eckart von Hirschhausen | Bastian Pastewka       |
| 2015 | Ingmar Stadelmann             | Ingmar Stadelmann             | Paul Panzer             | Wigald Boning          |
| 2016 | Maxi Gstettenbauer            | Helge & das Udo               | Mundstuhl               | Helge Schneider        |
| 2017 | Maxi Schafroth                | Maxi Schafroth                | Ingo Appelt             | Bruno Jonas            |
| 2018 | Stefan Danziger               | Stefan Danziger               | Bülent Ceylan           | Badesalz               |
| 2019 | Martin Frank                  | Martin Frank                  | Torsten Sträter         | Hape Kerkeling         |
| 2020 | Miss Allie                    | Miss Allie                    | Johann König            | Michael „Bully“ Herbig |
| 2021 | Jan van Weyde                 | Jan van Weyde                 | Sascha Grammel          | Christoph Maria Herbst |
| 2022 | –                             | Eva Karl-Faltermeier          | Markus Krebs            | Kurt Krömer            |
| 2023 | –                             | Alex Stoldt                   | Rainald Grebe           | Ina Müller             |
| 2024 | –                             | –                             | –                       | –                      |